# Gerhard Lapp
Gerhard Lapp (* 24. Juni 1891 in Königsberg (Preußen); † 11. Oktober 1977 in Hannover) war ein deutscher Ministerialdirektor im Postdienst.

## Leben
Lapp studierte an den Universitäten Freiburg und Königsberg Rechtswissenschaft. Er war seit 1910 Mitglied der Burschenschaft Saxo-Silesia Freiburg, sowie seit 1911, wie zuvor schon sein Vater, der Burschenschaft Germania Königsberg. Während des Ersten Weltkrieges wurde er mit dem Eisernen Kreuz 1. Klasse ausgezeichnet.
1923 promovierte Lapp mit der Dissertation Die deutschen Postgebühren im Inlandsverkehr seit Beginn des Weltkrieges bis Anfang 1922, ihre gesetzlichen Grundlagen und ihre Entwickelung in Königsberg zum Dr. jur. 1934 wurde er in den Postdienst übernommen, aus dem er aufgrund seiner jüdischen Herkunft 1936 wieder entlassen wurde.
Von 1945 bis 1947 war Lapp Präsident der Oberpostdirektion Hannover, danach wechselte er in die Hauptverwaltung für das Post- und Fernmeldewesen des Vereinigten Wirtschaftsgebiets, 1950 wurde er Leiter der Abteilung I (Post- und Kraftfahrwesen) des Bundespostministeriums, unter anderem als Ministerialdirektor. Im Jahr 1955 wurde er in den Ruhestand versetzt. Für seine Verdienste wurde ihm das Große Bundesverdienstkreuz mit Stern verliehen.